# Albert Hames

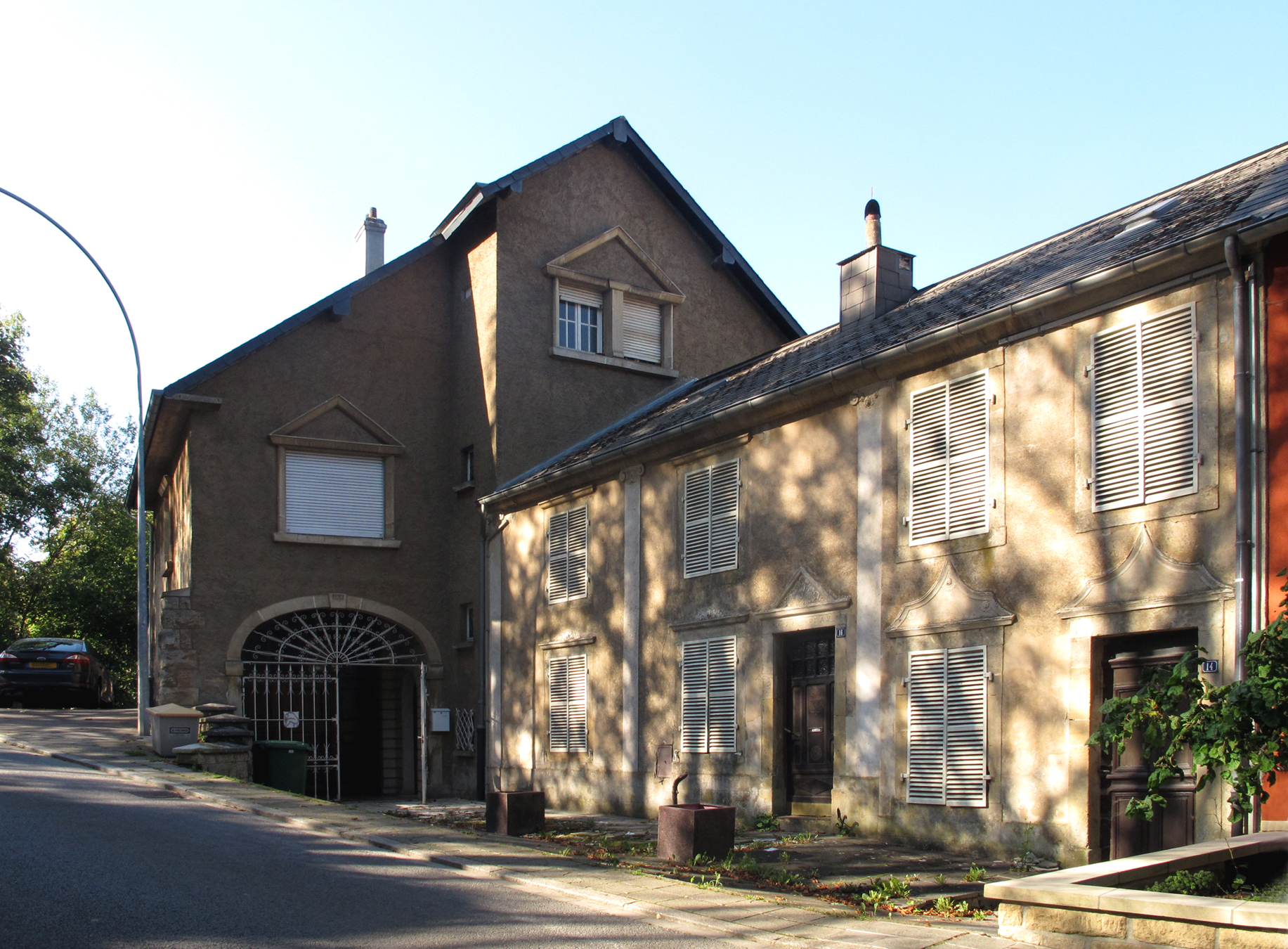
Woonhuis en atelier in Rumelange.

Albert Peter Hames (Rumelange, 13 januari 1910 – Esch-sur-Alzette, 26 september 1989) was een Luxemburgs beeldhouwer.

## Leven en werk
Albert Hames was een zoon van spoorwegarbeider Alphons Hames en Suzanna Webert. Na de vakschool in Esch liep hij stage bij het kunsttimmeratelier Hammerel in Esch (1929) en beeldhouwer Albert Kratzenberg (1930) in Luxemburg-Stad. Hij bezocht in 1934 de Staatliche Berufsfachschule für Holzbildhauer in Oberammergau, studeerde verder aan de kunstacademie van München en vanaf 1938 aan de École nationale supérieure des beaux-arts in Parijs. Vanaf 1946 tot zijn pensioen in 1975 was hij als docent verbonden aan de vakschool in Esch. 
Hames beeldhouwde onder andere heiligenbeelden, kruiswegen, reliëfs en een aantal oorlogsmonumenten. In een ontwerpwedstrijd voor een Spoorwegmonument behaalde hij in 1946 zowel de eerste als de tweede plaats. Het monument geplaatst in de hal van het Station Luxemburg en in 1948 onthuld door groothertog Jean van Luxemburg. Hames sloot zich in 1933 aan bij de Cercle Artistique de Luxembourg, waar hij ook deelnam aan de salons. In 1948 nam hij met onder anderen Will Dahlem, François Gillen, Joseph Probst, Auguste Trémont en Lucien Wercollier deel aan door de Societé Royale des Beaux Arts à Liège georganiseerde tenoonstelling voor moderne kunst in Luik. Hij werkte als restaurator van beelden voor het Musée National d'Histoire et d'Art.
Albert Hames werd in 1974 benoemd tot ridder in de Orde van Verdienste van het Groothertogdom Luxemburg. Hij overleed op 79-jarige leeftijd. Zijn voormalig woonhuis en atelier in Rumelange werden in 2011 aangemerkt als geclassificeerd monument.

## Enkele werken
- 1948 Spoorwegmonument, Luxemburg-Stad.
- ca. 1952 kruisweg voor de Sint-Willibrordusbasiliek in Echternach.
- 1967 Tweede-Wereldoorlogmonument in Mamer.[7]
- 1969 heiligenbeelden voor het zijaltaar in de Paterskerk van Luxemburg-Stad.[8]
- beeld van Onze-Lieve-Vrouw van Troost, Jozefsaltaar, twee preekstoelen, kruisweg, pietà, baptisterium, volksaltaar en Heilig-Hartbeeld voor de kerk in Bonnevoie.
- portaal, tabernakel, kruisweg en calvariegroep voor de Sint-Elisabetskerk in Dippach.
- calvariegroep voor de kerken van Lamadelaine en Rumelange.
- kruisweg voor de kerken van Bigonville, Ospern en Weicherdange.
- oorlogsmonumenten in Colmar-Berg, Junglinster en Sandweiler.
- gedenkplaquette (oorlogsmonument) aan de kerk van Koerich.
- beeld van Sint-Jozef voor een zijaltaar in de Jozefskerk in Limpertsberg.
- standbeeld voor politicus Jean-Pierre Bausch in Rumelange.

## Galerij

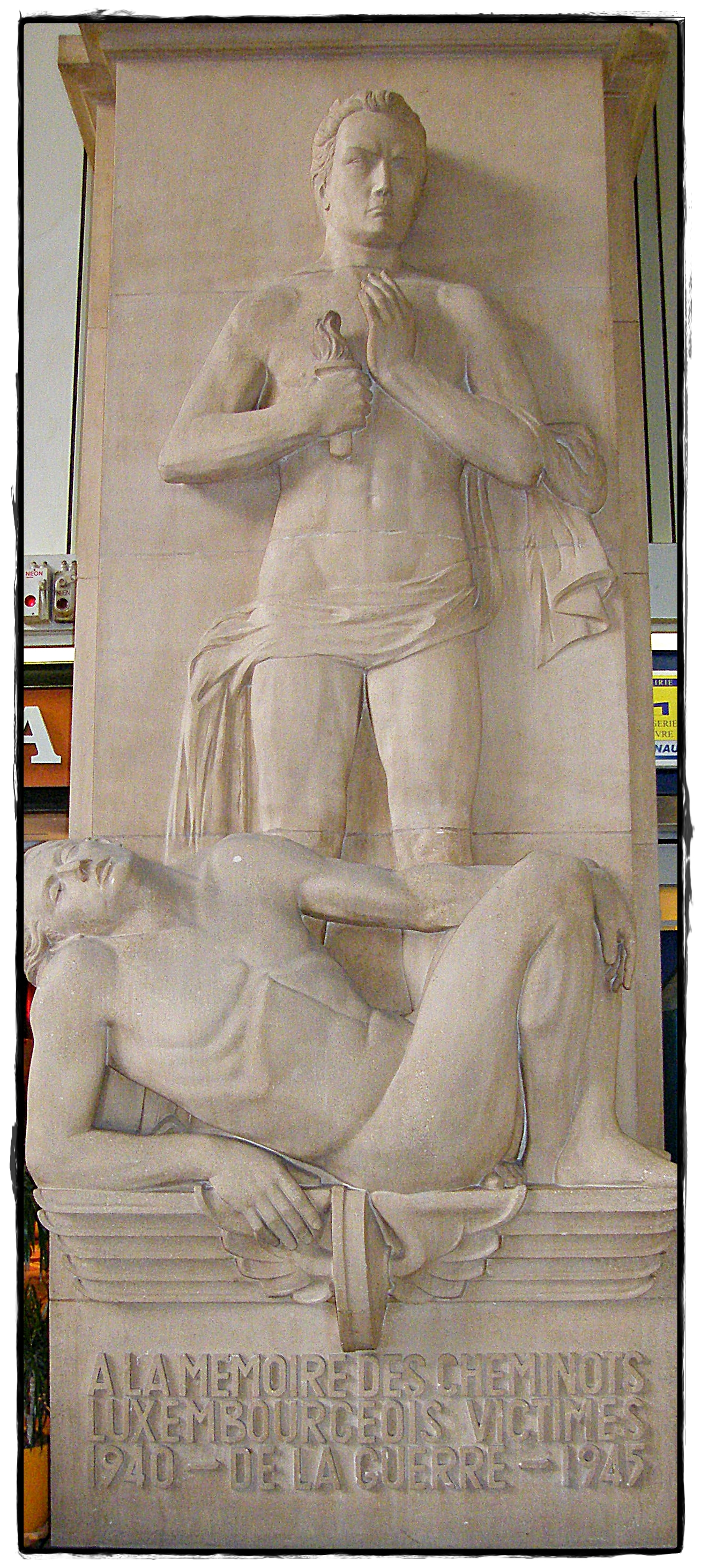
Spoorwegmonument (1948), Luxemburg-Stad
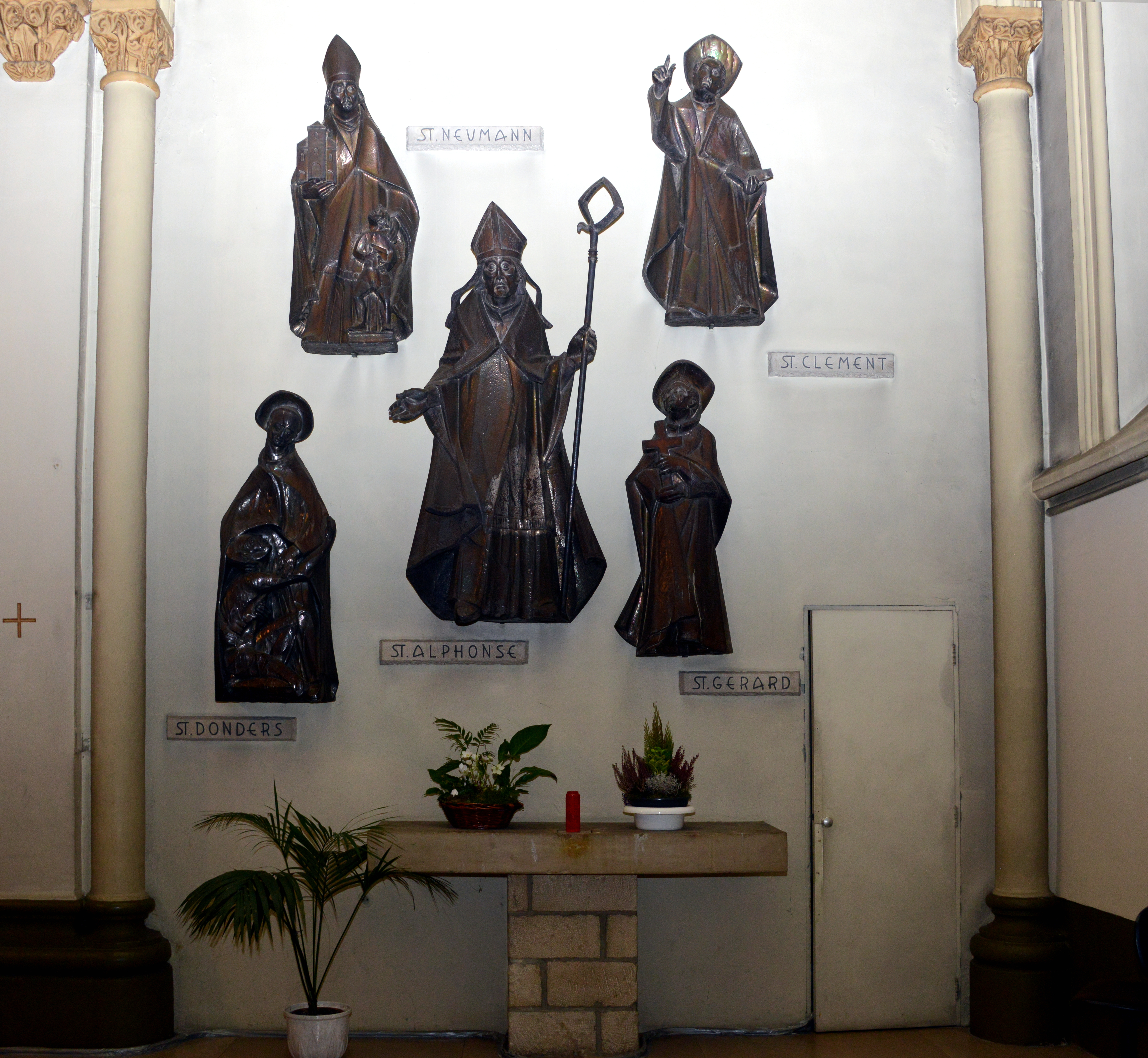
Paterskerk (1969), Luxemburg-Stad
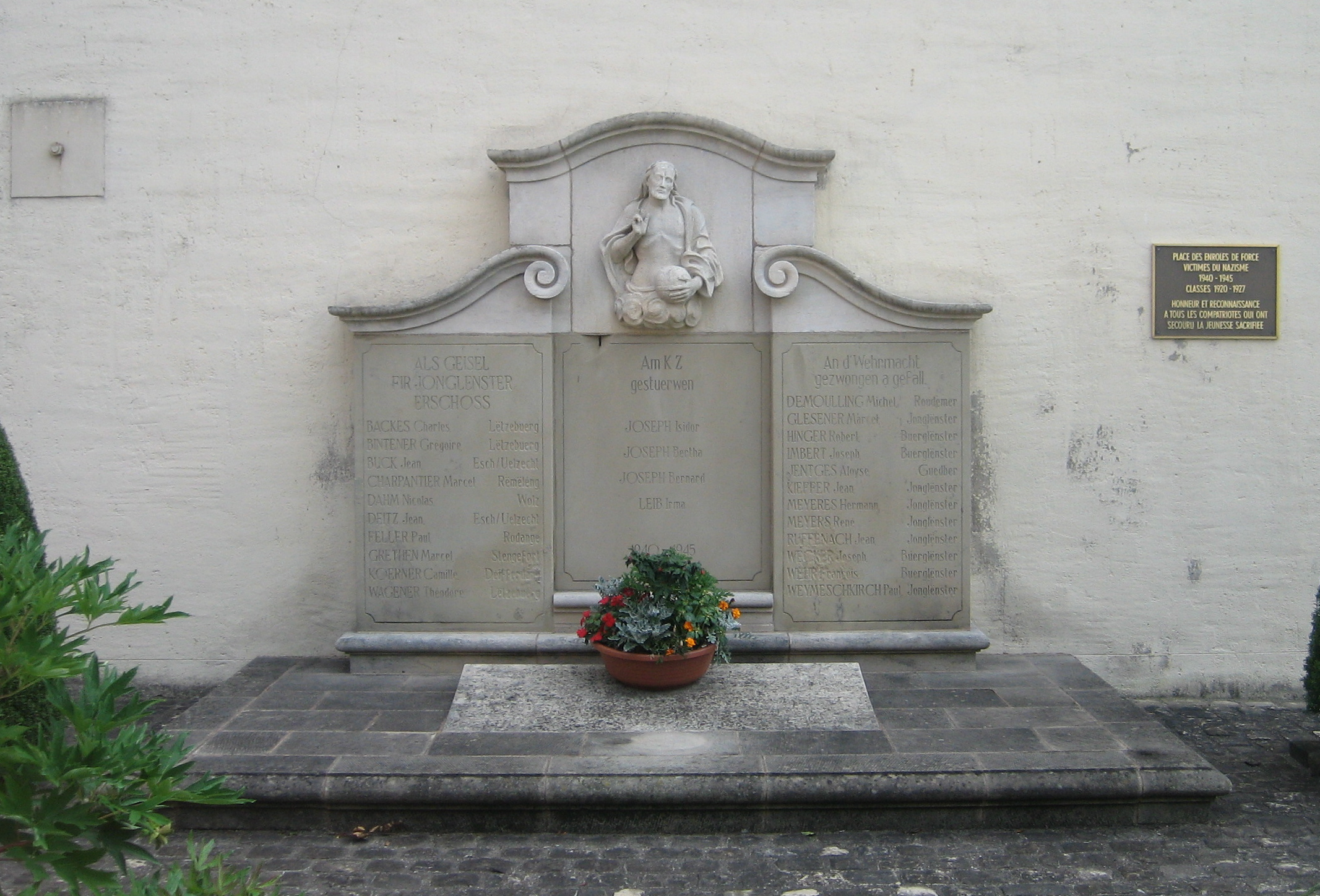
oorlogsmonument, Junglinster